# Vinland
Vinland var et af de tre områder, Leif den Lykkelige ifølge sagaerne opdagede ca. år 1000: Vinland, Markland og Helluland. Vinland kan både betyde græsland (tundra) og land med vin; Markland betyder skovland og Helluland betyder stenland. Leif den Lykkelige udforskede en opdagelse, Bjarke Herulfsøn havde gjort ca. 986, da han var kommet ud af kurs på vej til Grønland.
Vinland er det område, der er mest tvivl om. Det hedder om Vinland, at der var laks i åerne, og at der voksede druer. Men laks holdt til nordligere og de vilde vindruer sydligere.
Professor, dr.phil Gísli Sigurðsson har indsnævret mulighederne en del ved at benytte fund på bopladsen i L'Anse aux Meadows. Her udgravede han tre nødder og et stykke grå valnød (Juglans cineria), hvis nærmeste voksested er på sydsiden af Saint Lawrence-bugten. Samme sted finder man flodbred-vin (Vitis riparia) og en græsart, Elymus virginicus, som kan minde om hvede (mere præcist: spelt (Triticum spelta)) i akset. Ud fra det placerer han – forsøgsvis – "Vinland" ved Miramichi Bay. Kun arkæologisk forskning kan af- eller bekræfte den hypotese.

## To opfattelser
Hvis man har fundet vindruer i Vinland og har kendt planten, er det en rimelig antagelse, at navnet simpelthen betyder vindrue-land. Modsat er "vin" et gammelt nordisk ord, der betyder eng eller græsmark.
Hvis Vinland betyder græsland, så må det være et tundraområde, og hvis det betyder Vin-land, så må det ligge længere mod syd.

### Vinland = græsland
På gamle kort er Vinland en ø: Derfor mener mange, at øen Newfoundland er det bedste bud på stedets placering. Denne teori er styrket efter fundet af en vikinge-bosættelse i L'Anse aux Meadows på Newfoundland i 1960'erne, som kunne være stedet, hvor Leif den Lykkelige overvintrede, eller også kan det være biskop Erik, da man også fandt et bogbeslag (se Vinlandskortet). Andre mener, at det nordlige Labrador er græslandet. Og at Markland (det skovklædte sydlige Labrador) er det sydligeste af de områder, som man kender fra sagaerne.

### Vinland = vindrue-land
Dog mener andre, at Vinland må have været en del af fastlandet, og at det formentlig lå mere sydligt, da der groede vilde vindruer i området.
Det var en gammel opfattelse, at Jorden kun havde tre kontinenter, med et cirkelformet verdenshav uden om. Derfor måtte alt land i havet være øer. Derfor er vinland tegnet som en ø.
Det var Adam af Bremen, som var den første til at bruge navnet Vinland på skrift.